# Alex Morgan
Alexandra „Alex“ Patricia Morgan (* 2. Juli 1989 in Diamond Bar, Kalifornien) ist eine ehemalige US-amerikanische Fußballspielerin. Sie stand zuletzt bei San Diego Wave FC unter Vertrag und spielte von 2010 bis 2024 für die US-amerikanische Nationalmannschaft, mit der sie 2015 und 2019 den WM-Titel gewann.

## Karriere

### Vereine
Morgan erzielte in ihrer ersten Saison an der University of California (Berkeley) als beste Torschützin für die California Golden Bears sieben Tore. Auch 2008 war sie mit neun Toren beste Torschützin der Golden Bears, obwohl sie aufgrund internationaler Einsätze nicht an allen Spielen teilnahm. 2009 erhöhte sie ihre Trefferausbeute für die Bears auf 14. 2011 wurde sie als erste Spielerin der Golden Bears für die Women’s Professional Soccer gedraftet und spielte für Western New York Flash, mit denen sie 2011 die Meisterschaft gewann.
Zur Saison 2012 wechselte sie zu den Seattle Sounders Women in der W-League.
In der Saison 2013 spielte sie in der neugegründeten National Women’s Soccer League, der höchsten amerikanischen Profiliga im Frauenfußball für den Portland Thorns FC.
In der National Women’s Soccer League 2016 lief es nicht optimal: nach drei Spielzeiten bei den Portland Thorns FC war sie zur Saison 2016 zum neuen Ligamitglied Orlando Pride gewechselt, aber in 15 Spielen gelangen ihr lediglich vier Tore und ihre Mannschaft belegte nach der Punktspielrunde nur den vorletzten Platz. Wenige Tage vor Weihnachten 2016 schloss sie sich mit dem französischen Erstdivisionär Olympique Lyon erstmals einem europäischen Verein an; ihr Vertrag lief für zunächst sechs Monate und beinhaltete die Option einer anschließenden einjährigen Verlängerung. Nach dem Gewinn des Triples mit Lyon kehrte Morgan im Juni 2017 nach Orlando zurück.
Im September 2020 wechselte sie zum englischen Verein Tottenham Hotspur in die FA Women’s Super League, verließ den Club aber im Dezember 2020, um nach Orlando zurückzukehren.
Im Dezember 2021 wurde sie vom San Diego Wave FC verpflichtet, der 2022 in die NWSL aufgenommen wurde. In ihrer ersten Saison in San Diego wurde sie Torschützenkönigin, scheiterte aber mit dem FC im Halbfinale der Play-offs.
Anfang September 2024 kündigte sie an, ihr zweites Kind zu erwarten und ihre Karriere nach einem letzten Spiel zu beenden. Ihren letzten Einsatz hatte sie am 8. September gegen North Carolina Courage, bei welchem sie nach 13 Minuten (wie ihre Rückennummer 13) ausgewechselt wurde.

### Nationalmannschaften

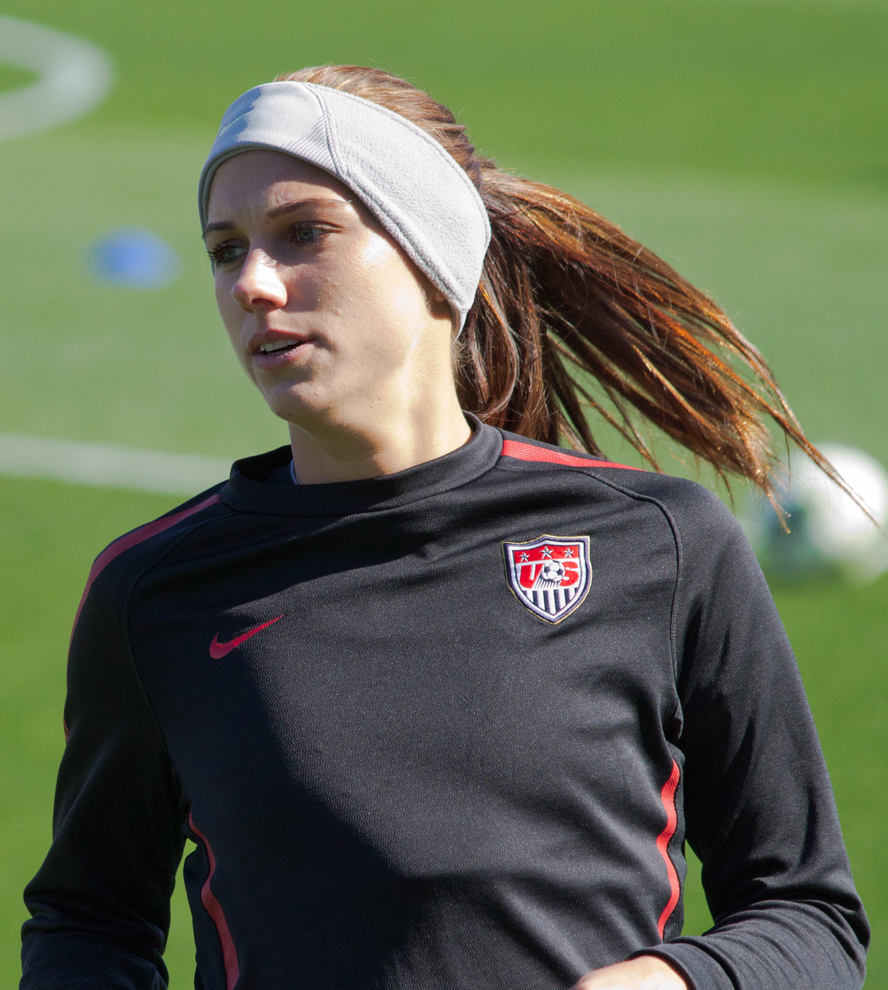
Morgan vor dem Testspiel am 11. Februar 2012 gegen Neuseeland, bei dem sie beide Tore zum 2:1-Sieg erzielte

Morgans erstes wichtiges Turnier war die CONCACAF U-20-Meisterschaft der Frauen 2008, bei der die USA im Finale gegen Kanada mit 0:1 verloren. Beim 9:0 gegen Kuba im zweiten Gruppenspiel gelang ihr in der zweiten Minute das 1:0. Die USA qualifizierten sich damit für die U-20-Fußball-Weltmeisterschaft der Frauen 2008, bei der Morgan in allen sechs Spielen eingesetzt wurde und vier Tore erzielte, u. a. das 2:0 im Finale gegen Nordkorea. Dieses Tor wurde zum Tor des Turniers gekürt und Morgan erhielt den silbernen Ball als zweitbeste Spielerin des Turniers sowie den bronzenen Schuh als drittbeste Torschützin.
Ihr erstes A-Länderspiel machte sie am 31. März 2010 beim 1:0 gegen Mexiko. Es war das erste Spiel der US-Mannschaft auf Schnee und Rekordnationalspielerin Kristine Lilly gab nach drei Jahren Pause ihr Comeback in der Nationalmannschaft. Ihr erstes Tor in einem A-Länderspiel erzielte sie am 6. Oktober 2010 beim 1:1 gegen China. Auch am CONCACAF Women’s Gold Cup 2010, wo die US-Mannschaft überraschend nur Dritter wurde und die direkte Qualifikation für die WM 2011 verpasste, nahm sie teil und erzielte zwei Tore. Bei den dadurch notwendigen Playoff-Spielen gegen Italien erzielte sie im ersten Spiel das einzige Tor beim 1:0-Sieg.
2011 kam sie in allen zehn Spielen zum Einsatz, so beim Algarve-Cup, den die Amerikanerinnen im März zum achten Mal gewannen und bei dem Morgan mit drei Toren Torschützenkönigin wurde. Morgan war die jüngste Spielerin im Kader der USA für die Weltmeisterschaft 2011 in Deutschland. Sie kam in fünf Spielen zum Einsatz und erzielte zwei Tore, u. a. den 1:0-Führungstreffer im Finale gegen Japan. In der 120. Minute wurde sie beim Stand von 2:2 nur durch eine Notbremse am Torschuss gehindert, so dass ihre Gegenspielerin Azusa Iwashimizu als erste Spielerin in einem WM-Finale die Rote Karte erhielt. Da der anschließende Freistoß nicht zum Siegtreffer genutzt werden konnte, musste das Elfmeterschießen entscheiden, in dem drei Mitspielerinnen nicht verwandeln konnten und somit dem US-Team nur der zweite Platz blieb.
Beim Algarve-Cup 2012 gelangen ihr im Spiel um Platz 3 gegen Schweden erstmals drei Tore in einem Spiel.

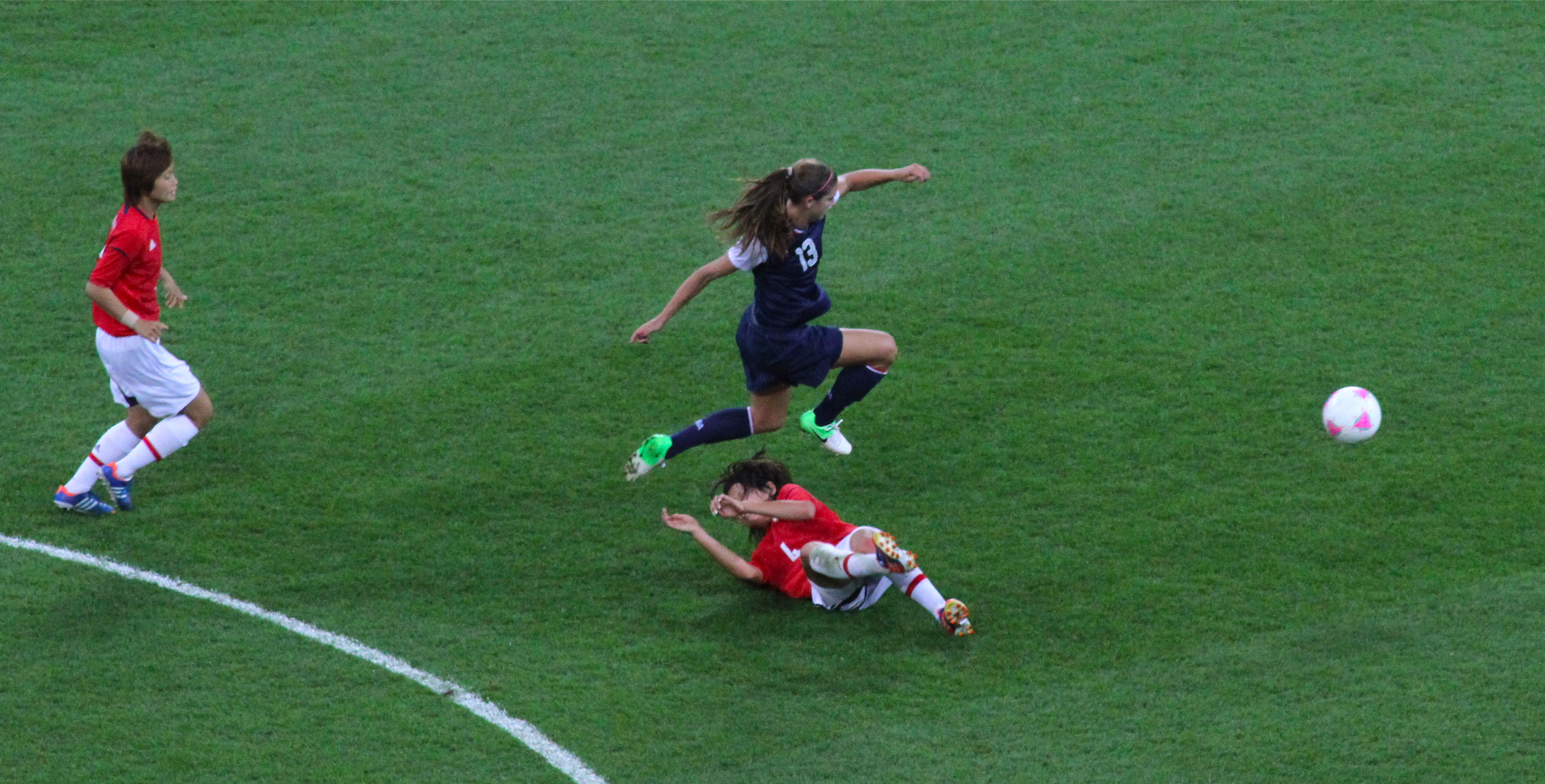
Morgan (in blau) im Endspiel des olympischen Fußballturniers 2012

Beim olympischen Fußballturnier 2012 erzielte sie im Halbfinale in der dritten Minute der Nachspielzeit das entscheidende 4:3 gegen Kanada. Mit dem US-Team gewann sie durch ein 2:1 im Finale über Japan die Goldmedaille.
Am 7. Januar 2013 belegte sie bei der Wahl zur FIFA-Weltfußballerin 2012, dem FIFA Ballon d’Or, Platz drei hinter ihrer Nationalmannschaftskameradin Abby Wambach und der Brasilianerin Marta. Im gleichen Jahr gewann sie mit der Nationalmannschaft erneut den Algarve-Cup. Dabei wurde sie durch zwei Tore im Finale gegen Deutschland gleichzeitig Torschützenkönigin.

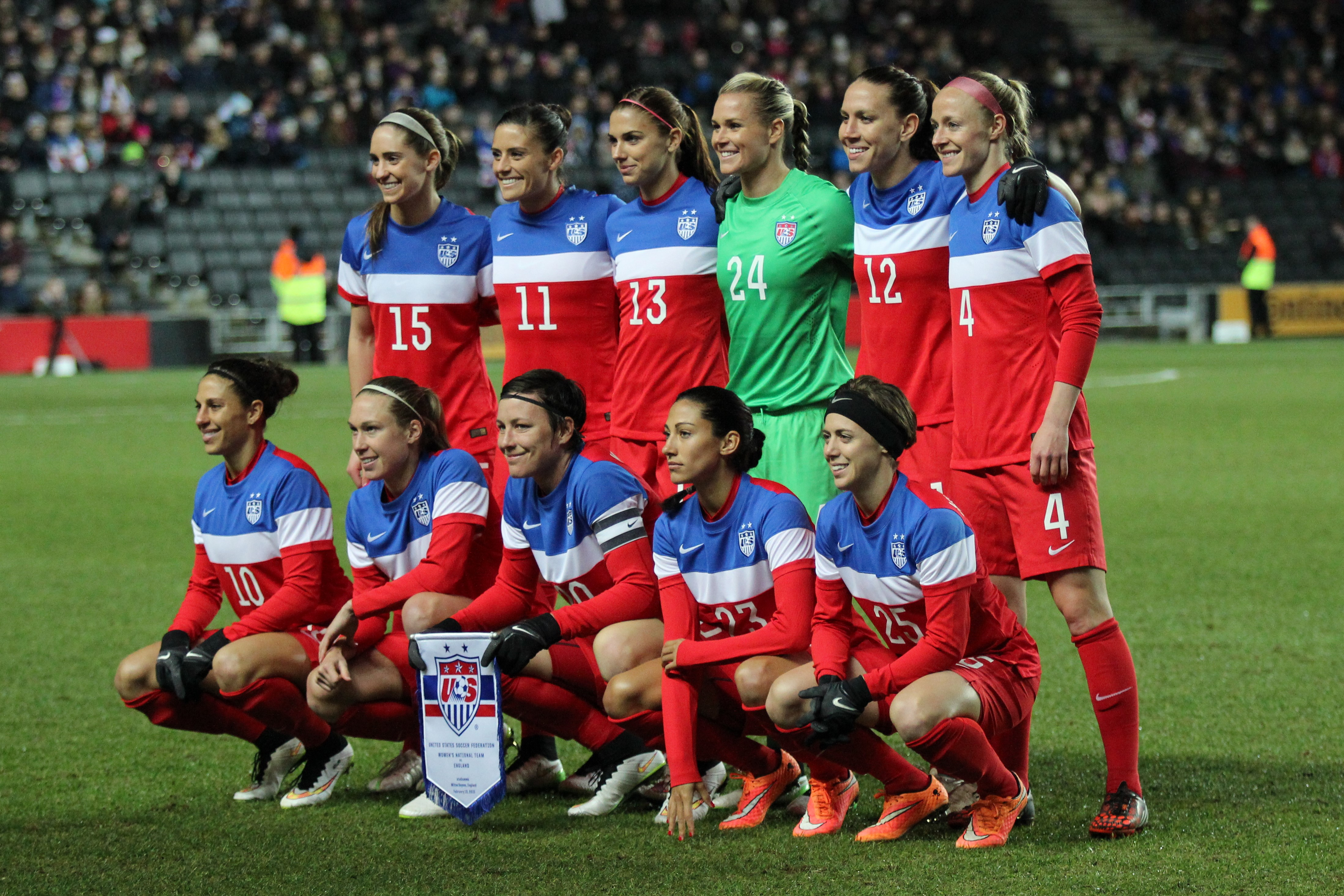
Morgan (Nummer 13) mit der US-Nationalmannschaft vor dem Spiel gegen England am 13. Februar 2015

Im Spiel gegen England am 13. Februar 2015 erzielte sie mit ihrem 50. Länderspieltor den 1:0-Siegtreffer.
Bei der Weltmeisterschaft 2015 kam sie in allen sieben Spielen zum Einsatz. In den ersten beiden Gruppenspielen wurde sie jeweils für Sydney Leroux eingewechselt. Deren Platz in der Startelf übernahm sie dann ab dem letzten Gruppenspiel gegen Nigeria. Im Achtelfinale gegen Kolumbien erzielte sie das 1:0 und im Halbfinale gegen Deutschland wurde sie in der 69. Minute an der Strafraumgrenze gefoult, worauf die Schiedsrichterin einen umstrittenen Foulelfmeter gab, den ihre Mitspielerin Carli Lloyd zum 1:0 verwandelte. Beim 5:2 im Finale gegen Japan blieb sie zwar ohne Torerfolg, wurde damit aber Weltmeisterin.
Am 23. Januar 2016 bestritt sie beim 5:0 gegen Irland ihr 100. Länderspiel und führte aus diesem Anlass ihre Mannschaft als Kapitänin auf das Feld.
Sie gehörte ebenfalls zum Kader für das Qualifikationsturnier für die Olympischen Sommerspiele 2016 und erzielte im Halbfinale beim 5:0 gegen Trinidad & Tobago, womit sich die USA für die Olympischen Spiele qualifizierten, drei Tore. Insgesamt erzielte sie im Turnier, das die USA gewannen, fünf Tore und war damit drittbeste Torschützin und wurde als eine der beiden besten Stürmerinnen ins Allstar-Team des Turniers gewählt.
Bei den Olympischen Spielen 2016 scheiterte sie mit ihrer Mannschaft aber bereits im Viertelfinale durch Elfmeterschießen an den von ihrer früheren Nationaltrainerin Pia Sundhage trainierten Schwedinnen, so dass die USA erstmals nicht das Finale erreichten. Morgan, der in der regulären Spielzeit noch das Tor zum 1:1-Ausgleich gelungen war, verschoss dabei als erste Spielerin der US-Mannschaft.
Am 4. April 2019 erzielte sie beim 5:3-Sieg gegen Australien ihr 100. Länderspieltor. Beim 13:0 über Thailand in der Gruppenphase der WM 2019 in Frankreich konnte die Stürmerin fünf Treffer verbuchen, was zuvor nur ihrer Landsfrau Michelle Akers bei der WM 1991 gelungen war. Im folgenden Gruppenspiel gegen Chile wurde sie wie die meisten Stammspielerinnen nicht eingesetzt. Danach stand sie wieder in allen Spielen in der Startelf und erzielte im Halbfinale gegen England ihr sechstes Turniertor. Damit war sie zusammen mit ihrer Mitspielerin Megan Rapinoe und der Engländerin Ellen White erfolgreichste Torschützin des Turniers. Da Rapinoe aber bei gleicher Anzahl von Vorlagen weniger Spielminuten hatte, erhielt diese den „Goldenen“ und Morgan den „Silbernen Schuh“. Mit ihrem Einsatz im Finale gegen die Niederlande gehört sie zu den sechs Spielerinnen, die in drei WM-Endspielen standen.
Bei den wegen der COVID-19-Pandemie um ein Jahr verschobenen Olympischen Spielen 2020 wurde sie in den sechs Spielen ihrer Mannschaft je dreimal für Carli Lloyd ein- und ausgewechselt und erzielte ein Tor. Die als Favoritinnen ins Turnier gegangene Mannschaft, die zuvor 44 Spiele nicht verloren hatte, verlor das erste Spiel gegen Schweden mit 0:3. Mit einem 6:1 gegen Neuseeland und einem torlosen Remis gegen Australien wurde aber dennoch die K.-o.-Runde erreicht. Im Viertelfinale mussten sie gegen Europameister Niederlande ins Elfmeterschießen, bei dem Morgan zu den erfolgreichen Schützinnen ihrer Mannschaft gehörte. Nach einer Halbfinalniederlage gegen den Nachbarn Kanada wurde das Spiel um Bronze gegen Australien mit 4:3 gewonnen, wobei sie aber erst in der 81. Minute eingewechselt wurde.
Am 13. November 2022 bestritt sie beim 2:1 im Freundschaftsspiel gegen Deutschland ihr 200. Länderspiel.
Am 21. Juni 2023 wurde sie für die WM-Endrunde nominiert. Zusammen mit Lindsey Horan war sie Kapitänin bei der WM, da Stammkapitänin Becky Sauerbrunn verletzungsbedingt nicht nominiert werden konnte. Morgan wurde in jedem der vier Spiele ihres Teams eingesetzt und schied mit der Mannschaft im Achtelfinale im Elfmeterschießen gegen die Schwedinnen aus.

## Privatleben
Am 31. Dezember 2014 heiratete sie Servando Carrasco, damals Mittelfeldspieler von Houston Dynamo. Mit ihm hat sie eine im Mai 2020 geborene Tochter. 2025 wurde sie Mutter eines Sohnes.

## Sonstige Aktivitäten
Alex Morgan ist auch schriftstellerisch als Autorin von Kinder- und Jugendbüchern aktiv. Ihr erstes Buch mit dem Titel Saving the Team debütierte auf Platz sieben der The New York Times Best Seller list for Children's Middle Grade.
2015 spielte Morgan sich selbst in der Teenager-Fernsehserie The Kicks.
Morgan unterstützt zusammen mit 27 anderen Nationalspielerinnen eine Sammelklage gegen den US-amerikanischen Fußballverband wegen Diskriminierung, da das Frauenteam nur 38 % des Lohns des Männerteams erhält.
Nachdem sie im Halbfinalspiel der WM 2019 das Siegtor gegen England geschossen hatte, feierte sie das Tor mit der Geste einer zu ihrem Mund geführten Teetasse. Nachdem ihr die Verhöhnung ihrer Gegner vorgeworfen wurde, wies sie darauf hin, dass die Geste durch die Game of Thrones–Schauspielerin Sophie Turner inspiriert gewesen sei, die ihre Instagram-Storys häufig mit der Phrase „that's the tea“ enden lasse. Sie beklagte sich über die Doppelmoral, mit der das Verhalten von Frauen im Vergleich zu Männern bewertet wird. Im Juni 2019 war das Foto von Alex Morgan auf der Titelseite des Time-Magazins.
Auf Instagram hat sie 9,6 Mio. Follower (Stand Juli 2025).

## Titel, Ehrungen und sonstige Erfolge

### Titelgewinn

#### Nationalmannschaft
- Weltmeisterschaft (2): 2015, 2019
- U20-Weltmeisterschaft (1): 2008
- Olympia (1): 2012
- Algarve-Cup (3): 2011, 2013, 2015
- SheBelieves Cup: 2016, 2018, 2021 und 2023
- CONCACAF Women’s Gold Cup 2018
- Tournament of Nations 2018
- CONCACAF W Championship 2022 (Siegtorschützin im Finale)

#### Vereine
- Division 1 Féminine (Französische Ligameisterschaft) (1): 2016/17
- Coupe de France féminine (Französische Pokalmeisterschaft) (1): 2016/2017
- NWSL (National Women’s Soccer League) (1): 2013
- US-Women’s Professional Soccer (US-Ligameisterschaft) (1): 2011
- UEFA Women’s Champions League 2016/17

### Ehrungen
- Silberner Ball (in U20-Weltmeisterschaft) (1): 2008
- Silberner Schuh (zweitbeste Torschützin der Fußball-Weltmeisterschaft): (1) 2019
- Fußballerin des Jahres in den USA (2): 2012, 2018
- CONCACAF-Spielerin des Jahres (3): 2013, 2016, 2018
- Nominierung zum FIFA Ballon d’Or („Weltfußballerin des Jahres“): 2012 (3. Platz), 2013[34]
- All-Time Women’s National Team Best XI (jüngste und einzige Spielerin mit weniger als 100 Länderspielen)[35] (1): 2013
- Beste Spielerin beim SheBelieves Cup (1): 2016
- NWSL Second XI (1): 2017
- ESPY Awards (1): Best Female Athlete 2019
- Im Rahmen des Spiels der San Diego Waves gegen Houston Dash am 7. September 2025 wird bei einer Zeremonie bekanntgegeben, dass die Waves Morgans Trikot mit ihrer Rückennummer „13“ künftig nicht mehr vergeben werden. Es ist die erste Ehrung dieser Art durch die San Diego Waves.[36]

### Sonstige Erfolge
- CONCACAF U20-Meisterschaft: 2. Platz 2008
- Torschützenkönigin beim Algarve-Cup (2): 2011, 2013
- Torschützenkönigin beim SheBelieves Cup (1): 2016
- Torschützenkönigin beim Tournament of Nations (1): 2018
- Torschützenkönigin beim CONCACAF Women’s Gold Cup (1): 2018
- Olympische Spiele 2020: Bronzemedaille
- Beste Torschützin der Regular season der NWSL 2022

## Veröffentlichungen
- Breakaway: Beyond the Goal 2015, ISBN 978-1-4814-5107-9
- Hat Trick (The Kicks Book 4), 2015, ISBN 978-1-4814-5096-6
- Shaken Up (The Kicks) 2015, ISBN 978-1-4814-5100-0
- Saving the Team (The Kicks) 2014, ISBN 978-1-4424-8571-6
- Sabotage Season (The Kicks), 2013, ISBN 978-1-4424-8574-7